# Station Biały Ług
Station Biały Ług is een spoorwegstation in de Poolse plaats Bełchatów.